# Clarence E. Hancock

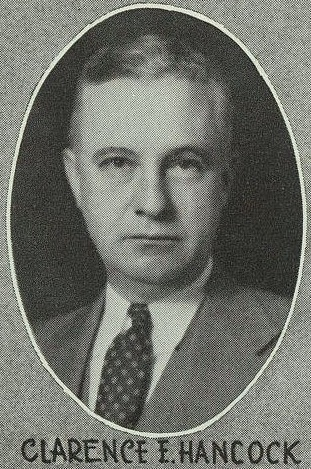
Clarence E. Hancock, 1944

 Clarence Eugene Hancock (* 13. Februar 1885 in Syracuse, New York; † 3. Januar 1948 in Washington, D.C.) war ein US-amerikanischer Politiker. Zwischen 1927 und 1947 vertrat er den Bundesstaat New York im US-Repräsentantenhaus.

## Werdegang
Clarence Hancock besuchte die öffentlichen Schulen seiner Heimat. Im Jahr 1906 absolvierte er die Wesleyan University in Middletown (Connecticut). Nach einem anschließenden Jurastudium an der New York Law School und seiner 1908 erfolgten Zulassung als Rechtsanwalt begann er in Syracuse in diesem Beruf zu arbeiten.  Während eines Grenzkonflikts mit Mexiko war er im Jahr 1916 Feldwebel in der First New York Cavalry, die an der dortigen Grenze stationiert war. In den Jahren 1917 bis 1919 war er während des Ersten Weltkrieges Hauptmann der US Army. Dabei gehörte er in Frankreich einer Maschinengewehreinheit an. In den Jahren 1926 und 1927 fungierte er als Berater der Stadt Syracuse. Zwischenzeitlich war er auch Kurator der Wesleyan University. Politisch wurde er Mitglied der Republikanischen Partei.
Nach dem Tod des Abgeordneten Walter W. Magee wurde Hancock bei der fälligen Nachwahl für den 35. Sitz von New York als dessen Nachfolger in das US-Repräsentantenhaus in Washington gewählt, wo er am 8. November 1927 sein neues Mandat antrat. Nach neun Wiederwahlen konnte er bis zum 3. Januar 1947 im Kongress verbleiben. In diese Zeit fiel die Weltwirtschaftskrise. Während seiner Zeit im Kongress wurden dort ab 1933 die New-Deal-Gesetze der Roosevelt-Regierung verabschiedet, denen Hancocks Partei eher ablehnend gegenüberstand. 1935 wurden erstmals die Bestimmungen des 20. Verfassungszusatzes angewendet, wonach die Legislaturperiode des Kongresses jeweils am 3. Januar endet bzw. beginnt. Seit 1941 war auch die Arbeit des Kongresses von den Ereignissen des Zweiten Weltkrieges und dessen Folgen geprägt.
Im Jahr 1946 verzichtete Clarence Hancock auf eine weitere Kongresskandidatur. Nach dem Ende seiner Zeit im US-Repräsentantenhaus praktizierte er wieder als Anwalt in Syracuse. Er starb am 3. Januar 1948 in einem Krankenhaus in Washington und wurde in Syracuse beigesetzt.